# Fungia concinna
Fungia concinna är en korallart som beskrevs av Addison Emery Verrill 1864. Fungia concinna ingår i släktet Fungia och familjen Fungiidae. IUCN kategoriserar arten globalt som livskraftig. Inga underarter finns listade i Catalogue of Life.